# Megalodicopia hians
Megalodicopia hians (лат.) — вид асцидий из семейства Octacnemidae отряда Phlebobranchia.

## Описание
Длина тела составляет около 13 см.
Тело прикрепляется к твердому основанию на стебельке, содержащем с вентральной и латеральных сторон сильные продольные мускулы. Жаберный мешок конической формы. Входной сифон очень большой, имеет хорошо различимые заднюю и переднюю губы, окружённые сильными мышцами, и обычно ориентирован горизонтально. Выходной сифон значительно меньше, ориентирован вверх.
Имеют способность восстанавливаться из маленькой части тела.
Являются гермафродитами: отдельная особь может производить как сперму, так и яйцеклетки, также возможно самооплодотворение.
Семейство Octacnemidae, куда входит также Megalodicopia hians являются одним из представителей глубоководных асцидий. Проведённые исследования также показывают родство Megalodicopia hians с семейством Corellidae. Из-за сложной доступности и глубоководной среды обитания Megalodicopia hians являются малоизученными организмами.

## Ареал
Агрегация Megalodicopia hians были обнаружены на дне Японского моря, в заливе Тояма, в 2000 году. Обитает также в каньоне Монтерей на глубине 183—1000 м. Известен редкий случай обнаружения на глубине 3800 метров.

## Строение оболочки
Строение оболочки схожее с другими асцидиями. Оболочная кутикула (кожица) очень тонкая. Если часть клеток выполняет защитную функцию, то функция другой группы клеток всё ещё не ясна. Некоторые клетки имеют амёбоидную структуру, включающие в себе гранулы и везикулы, что также встречается у Aplidium yamazii и у некоторых других организмов.

## Питание
Megalodicopia hians, в отличие от других асцидий, не имеет ресничек, прогоняющих воду через сифоны для фильтрации питательных частиц. В колониях этих асцидий, как отмечалось, все особи ориентированы ртами в одну сторону без перекрытия. Очевидно, M. hians питается всем, что ей в рот заносит течение.  Пища состоит в основном из органических остатков.